# André Lacroix
André Joseph Lacroix, född 5 juni 1945 i Lauzon, Québec, är en kanadensisk före detta professionell ishockeyspelare.

## Karriär
André Lacroix spelade juniorhockey för Quebec Citadelles, Montreal Jr. Canadiens och Peterborough Petes åren 1962–1966. Han representerade även Quebec Aces i AHL innan han anslöt till Philadelphia Flyers i NHL säsongen 1967–68. Lacroix spelade fyra säsonger för Flyers innan han bytte lag till Chicago Black Hawks säsongen 1971–72. Efter en säsong med Black Hawks bytte Lacroix lag och liga till Philadelphia Blazers i nybildade World Hockey Association.
I WHA blommade Lacroix ut till en stjärnspelare och vann poängligan under ligans första säsong med 124 poäng på 78 matcher. Säsongen därefter, 1973–74, spelade han för New York Golden Blades och Jersey Knights och gjorde 111 poäng på 71 matcher. De tre efterföljande säsongerna representerade Lacroix San Diego Mariners och säsongen 1974–75 vann han poängligan efter att ha gjort 147 poäng på 78 matcher. Lacroix spelade ytterligare två säsonger i WHA för Houston Aeros respektive New England Whalers. Då WHA avvecklades efter säsongen 1978–79 upptogs New England Whalers av NHL och döptes om till Hartford Whalers. Lacroix spelade en säsong för Hartford Whalers i NHL innan han avslutade proffskarriären.
Lacroix har rekorden i WHA för flest antal spelade matcher samt gjorda assists och poäng med 547 assists och 798 poäng på 551 matcher.

## Statistik

### Klubbkarriär
| 1962–63    | Quebec Citadelles                     | QJHL       | 50  | 45  | 50  | 95  | –   | 12 | 10 | 13 | 23 | 8  |
| 1963–64    | Montreal Jr. Canadiens                | OHA        | 34  | 12  | 18  | 30  | 13  | 17 | 8  | 13 | 21 | 8  |
| 1964–65    | Peterborough Petes                    | OHA        | 49  | 45  | 74  | 119 | 24  | 12 | 8  | 12 | 20 | 4  |
| 1964–65    | Quebec Aces                           | AHL        | 1   | 0   | 0   | 0   | 0   | —  | —  | —  | —  | —  |
| 1965–66    | Peterborough Petes                    | OHA        | 48  | 40  | 80  | 120 | 20  | 6  | 4  | 8  | 12 | 6  |
| 1965–66    | Quebec Aces                           | AHL        | 2   | 1   | 3   | 4   | 0   | —  | —  | —  | —  | —  |
| 1966–67    | Quebec Aces                           | AHL        | 67  | 25  | 24  | 49  | 14  | 5  | 2  | 3  | 5  | 2  |
| 1967–68    | Quebec Aces                           | AHL        | 54  | 41  | 46  | 87  | 18  | —  | —  | —  | —  | —  |
| 1967–68    | Philadelphia Flyers                   | NHL        | 18  | 6   | 8   | 14  | 6   | 7  | 2  | 3  | 5  | 0  |
| 1968–69    | Philadelphia Flyers                   | NHL        | 75  | 24  | 32  | 56  | 4   | 4  | 0  | 0  | 0  | 0  |
| 1969–70    | Philadelphia Flyers                   | NHL        | 74  | 22  | 36  | 58  | 14  | —  | —  | —  | —  | —  |
| 1970–71    | Philadelphia Flyers                   | NHL        | 78  | 20  | 22  | 42  | 12  | 4  | 0  | 2  | 2  | 0  |
| 1971–72    | Chicago Black Hawks                   | NHL        | 51  | 4   | 7   | 11  | 6   | 1  | 0  | 0  | 0  | 0  |
| 1972–73    | Philadelphia Blazers                  | WHA        | 78  | 50  | 74  | 124 | 83  | 4  | 0  | 2  | 2  | 18 |
| 1973–74    | New York Golden Blades/Jersey Knights | WHA        | 71  | 31  | 80  | 111 | 54  | —  | —  | —  | —  | —  |
| 1974–75    | San Diego Mariners                    | WHA        | 78  | 41  | 106 | 147 | 63  | 10 | 3  | 9  | 12 | 2  |
| 1975–76    | San Diego Mariners                    | WHA        | 80  | 29  | 72  | 101 | 42  | 11 | 4  | 6  | 10 | 4  |
| 1976–77    | San Diego Mariners                    | WHA        | 81  | 32  | 82  | 114 | 79  | 7  | 1  | 6  | 7  | 6  |
| 1977–78    | Houston Aeros                         | WHA        | 78  | 36  | 77  | 113 | 57  | 6  | 2  | 2  | 4  | 0  |
| 1978–79    | New England Whalers                   | WHA        | 78  | 32  | 56  | 88  | 34  | 10 | 4  | 4  | 8  | 0  |
| 1979–80    | Hartford Whalers                      | NHL        | 29  | 3   | 14  | 17  | 2   | —  | —  | —  | —  | —  |
| NHL totalt | NHL totalt                            | NHL totalt | 325 | 79  | 119 | 198 | 44  | 16 | 2  | 5  | 7  | 0  |
| WHA totalt | WHA totalt                            | WHA totalt | 551 | 251 | 547 | 798 | 412 | 48 | 14 | 29 | 43 | 30 |

### Internationellt
| År     | Lag    | Turnering     |   | Matcher | Mål | Assist | Poäng | Utv |
| ------ | ------ | ------------- | - | ------- | --- | ------ | ----- | --- |
| 1974   | Kanada | Summit Series | 8 | 1       | 6   | 7      | 6     |     |
| Totalt | Totalt | Totalt        | 8 | 1       | 6   | 7      | 6     |     |

## Meriter
- Bill Hunter Trophy – 1972–73 och 1974–75
- WHA First All-Star Team – 1972–73, 1973–74 och 1974–75
- Rekord för flest antal spelade matcher samt gjorda assists och poäng i WHA med 547 assists och 798 poäng på 551 matcher.